# Riorges
Riorges là một xã trong tỉnh Loire miền trung nước Pháp.

## International Relations

### Twin towns - sister cities
Riorges kết nghĩa với:
- Piatra Neamţ, România[1]
- Elland, West Yorkshire, Anh